# بناماران
بناماران روستایی است که در استان اردبیل، شهرستان کوثر، بخش مرکزی، دهستان سنجبد شمالی قرار دارد.

## جمعیت
بر اساس سرشماری سال ۱۳۸۵ جمعیت این روستا ۳۲۳ نفر با ۶۷ خانوار بوده‌است.